# Bojasari
Bojasari is een bestuurslaag in het regentschap Wonosobo van de provincie Midden-Java, Indonesië. Bojasari telt 3133 inwoners (volkstelling 2010).